# フランシス・モーズ
フランシス・モーズ（Francis Moze、1946年2月2日 - ）は、フランスのベーシストであり、マグマ、ゴング、ピエール・ムーランズ・ゴングでの作品で最もよく知られている。
モーズは、マグマにおける初期のラインナップで演奏した。彼がグループを去ったとき、ジョルジオ・ゴメルスキーが彼をゴングに紹介した。モーズは、アルバム『フライング・ティーポット』（1973年）で演奏を行った。その後、アルバム『ガズーズ!』（1976年、米国では『Expresso』と呼ばれていた）のために、ピエール・ムーランズ・ゴングとなっていたバンドに再び参加した。
ピエール・ムーランと袂を分かった後もモーズはロンドンに留まって、ピーター・レマーのトリオに加わり、ローリー・アランもドラムで参加した。1980年代後半、ジョン・グリーヴス（キーボードを演奏）、ピップ・パイル（ドラム）と、モーズは短命のバンドを結成したこともあった。

## ディスコグラフィ

### ソロ・アルバム
- Naissance (1982年)